# Discografia di Ninho
La discografia di Ninho comprende cinque album in studio, di cui uno pubblicato insieme al rapper Niska, sei mixtape e trentratré singoli.
Ninho è l'artista francese con il maggior numero di singoli certificati, con 157 singoli d'oro, 84 singoli di platino e 50 singoli di diamante.

## Album

### Album di studio
| Anno | Titolo e dettagli | Classifiche | Classifiche | Classifiche | Classifiche | Certificazioni      |
| Anno | Titolo e dettagli | BEL         | BEL         | FRA         | SWI         | Certificazioni      |
| ---- | --- | ----------- | ----------- | ----------- | ----------- | ------------------- |
| 2017 | Comme prévu - Pubblicato: 8 settembre 2017 - Etichetta: Rec.118, Mal luné - Formati: CD, Musica digitale              | 3           | 78          | 1           | 28          | - FRA: Platino (3)  |
| 2019 | Destin - Pubblicato: 22 marzo 2019 - Etichetta: Rec.118, Mal luné - Formati: CD, Musica digitale                      | 1           | 10          | 1           | 2           | - FRA: Diamante     |
| 2021 | Jefe - Pubblicato: 3 dicembre 2021 - Etichetta: Rec.118, Mal luné - Formati: CD, Musica digitale                      | 1           | 12          | 1           | 4           | - FRA: Diamante (3) |
| 2023 | NI - Pubblicato: 30 giugno 2023 - Etichetta: JEFE Production - Formati: CD, Musica digitale                           | 1           | 27          | 1           | 2           |                     |
| 2024 | GOAT - Pubblicato: 25 ottobre 2024 - Etichetta: JEFE Production, Charo Prod, Universal - Formati: CD, Musica digitale | —           | —           | —           | —           |                     |

### Mixtape
| Anno | Titolo e dettagli                                                                                     | Classifiche | Classifiche | Classifiche | Certificazioni     |
| Anno | Titolo e dettagli                                                                                     | BEL         | FRA         | SWI         | Certificazioni     |
| ---- | --- | ----------- | ----------- | ----------- | ------------------ |
| 2013 | Ils sont pas au courant Vol.1 - Pubblicato: 2013 - Etichetta: Mal luné - Formati: CD, Musica digitale | —           | —           | —           | —                  |
| 2014 | En attendant I.S.P.A.C. 2 - Pubblicato: 2014 - Etichetta: Mal luné - Formati: CD, Musica digitale     | —           | —           | —           | —                  |
| 2016 | I.S.P.A.C. 2 - Pubblicato: 2016 - Etichetta: Mal luné - Formati: CD, Musica digitale                  | —           | —           | —           | —                  |
| 2016 | M.I.L.S - Pubblicato: 2 ottobre 2016 - Etichetta: Rec.118, Mal luné - Formati: CD, Musica digitale    | 48          | 22          | —           | - FRA: Platino (2) |
| 2018 | M.I.L.S 2.0 - Pubblicato: 30 marzo 2018 - Etichetta: Rec.118, Mal luné - Formati: CD, Musica digitale | 6           | 2           | 25          | - FRA: Platino (3) |
| 2020 | M.I.L.S 3.0 - Pubblicato: 7 marzo 2020 - Etichetta: Rec.118, Mal luné - Formati: CD, Musica digitale  | 1           | 1           | 4           | - FRA: Diamante    |

## Singoli

### Come artista principale
| Anno | Titolo e dettagli                                                            | Classifiche | Classifiche | Classifiche | Certificazioni  | Album di provenienza    |
| Anno | Titolo e dettagli                                                            | BEL (fra)   | FRA         | SWI         | Certificazioni  | Album di provenienza    |
| ---- | ---------------------------------------------------------------------------- | ----------- | ----------- | ----------- | --------------- | ----------------------- |
| 2014 | Médicaments (feat. Fsk)                                                      | —           | —           | —           |                 |                         |
| 2015 | Miroir                                                                       | —           | —           | —           |                 | I.S.P.A.C. 2            |
| 2015 | Intro I.S.P.A.C. 2                                                           | —           | —           | —           |                 | I.S.P.A.C. 2            |
| 2016 | Dis-moi que tu m'aimes                                                       | 119         | 14          | —           | - FRA: Diamante | M.I.L.S                 |
| 2016 | Crésus (feat. Leto)                                                          | 117         | —           | —           |                 | M.I.L.S                 |
| 2016 | Bitch Dab                                                                    | 110         | —           | —           |                 | M.I.L.S                 |
| 2016 | Malcolm                                                                      | 134         | —           | —           | - FRA: Oro      | M.I.L.S                 |
| 2016 | Tout ira mieux                                                               | 126         | —           | —           | - FRA: Oro      | M.I.L.S                 |
| 2017 | Binks to Binks 4                                                             | 6           | —           | —           |                 |                         |
| 2017 | Roro                                                                         | 17          | —           | —           | - FRA: Oro      | Comme prévu             |
| 2017 | Mamacita                                                                     | 3           | 35          | —           | - FRA: Diamante | Comme prévu             |
| 2017 | Chino                                                                        | 8           | 48          | —           | - FRA: Oro      | Comme prévu             |
| 2017 | De l'autre côté (feat. Nekfeu)                                               | 2           | 33          | —           | - FRA: Diamante | Comme prévu             |
| 2017 | Rose                                                                         | 5           | —           | —           | - FRA: Diamante | Comme prévu             |
| 2018 | Coffrer                                                                      | 6           | —           | —           | - FRA: Oro      | M.I.L.S 2.0             |
| 2018 | Un poco                                                                      | 8           | —           | —           | - FRA: Diamante | M.I.L.S 2.0             |
| 2019 | Binks to Binks 6                                                             | 3           | 47          | —           | - FRA: Oro      |                         |
| 2019 | Goutte d'eau                                                                 | 1           | 3           | 26          | - FRA: Diamante | Destin                  |
| 2019 | La vie qu'on mène                                                            | 3           | —           | 30          | - FRA: Diamante | Destin                  |
| 2019 | Putana                                                                       | 5           | —           | —           | - FRA: Diamante | Destin                  |
| 2019 | Paris c'est magique                                                          | 6           | 18          | —           | - FRA: Platino  | Destin                  |
| 2019 | Maman ne le sait pas (feat. Niska)                                           | 2           | 44          | 24          | - FRA: Diamante | Destin                  |
| 2020 | M.I.L.S 3                                                                    | 2           | 26          | 77          | - FRA: Oro      | M.I.L.S 3.0             |
| 2020 | Lettre à une femme                                                           | 1           | 1           | 4           | - FRA: Diamante | M.I.L.S 3.0             |
| 2020 | Promo (feat. Damso)                                                          | 2           | —           | 35          | - FRA: Oro      | M.I.L.S 3.0             |
| 2020 | Every Day (feat. Griff)                                                      | 4           | —           | 55          | - FRA: Oro      | M.I.L.S 3.0             |
| 2020 | Zipette                                                                      | 4           | —           | —           | - FRA: Platino  | M.I.L.S 3.0             |
| 2020 | Problèmes du matin                                                           | 12          | —           | —           |                 | M.I.L.S 3.0 (réédition) |
| 2020 | Tout en Gucci                                                                | 3           | —           | 90          | - FRA: Diamante | M.I.L.S 3.0 (réédition) |
| 2021 | La Vie du binks (feat. Hornet La Frappe, Leto, Sadek, Da Uzi, SCH e Soprano) |             |             |             |                 |                         |
| 2023 | Blue story (con Lil Baby)                                                    | —           | —           | —           |                 | NI                      |
| 2023 | Bad (con Omah Lay)                                                           | —           | —           | —           |                 | NI                      |
| 2023 | No Love (con Ayra Starr)                                                     | —           | —           | —           |                 | NI                      |
| 2023 | Eurostar (con Central Cee)                                                   | —           | —           | —           |                 | NI                      |

### Come artista ospite
| Titolo                                                                                     | Anno | Classifiche | Classifiche | Classifiche | Certificazioni            | Album di provenienza                |
| Titolo                                                                                     | Anno | FRA         | BEL (VAL)   | SWI         | Certificazioni            | Album di provenienza                |
| ------------------------------------------------------------------------------------------ | ---- | ----------- | ----------- | ----------- | ------------------------- | ----------------------------------- |
| Jamais (Sadek feat. Ninho)                                                                 | 2014 | —           | —           | —           |                           | En attendant #JNNMJ 2               |
| C'est trop (Sadek feat Leto & Ninho)                                                       | 2016 | —           | —           | —           |                           | Nique le casino                     |
| Freestyle IGO 10                                                                           | 2016 | —           | —           | —           |                           | IGO                                 |
| Mains sales (13 Block feat. Ninho)                                                         | 2016 | —           | —           | —           |                           | ULTRAP                              |
| Verre (Ninho feat. 13 Block)                                                               | 2016 | —           | —           | —           |                           |                                     |
| RAS (Blasko feat. Ninho & Yaro)                                                            | 2017 | —           | —           | —           |                           | aucun                               |
| Grand paris (Médine feat. Lartiste, Lino, Sofiane, Alivor, Seth Gueko, Ninho & Youssoupha) | 2017 | 34          | —           | —           | - FRA: Oro                | Prose elite                         |
| Mortal kombat (Sofiane feat. Ninho, The S', Riane, GLK & Graya)                            | 2017 | 108         | —           | —           |                           | #JesuispasséchezSo                  |
| Refait (Sirsy feat. Ninho)                                                                 | 2017 | —           | —           | —           |                           | Avant Yaro                          |
| Madre mia (Sadek feat. Ninho)                                                              | 2017 | 5           | 67          | 78          | - FRA: Diamante           | Vulgaire, Violent et Ravi d'être là |
| Veux-tu? (Lacrim feat. Ninho)                                                              | 2017 | 10          | 67          | —           | - FRA: Oro                | R.I.P.R.O 3                         |
| Longue vie (Sofiane feat. Hornet La Frappe & Ninho)                                        | 2018 | 3           | 18          | 45          | - FRA: Platino            | Affranchis                          |
| Sicario (YL feat. Ninho)                                                                   | 2018 | 5           | 40          | —           | - FRA: Oro                | Confidences                         |
| Bénéficie (MHD feat. Ninho)                                                                | 2018 | 108         | —           | —           |                           | Game Over                           |
| Boîte auto                                                                                 | 2018 | 7           | 58          | 87          | - FRA: Oro                | Bande original du film Taxi 5       |
| Avon barksdale (Leto feat. Ninho)                                                          | 2018 | 54          | 70          | 88          |                           | Trap$tar                            |
| À midi (Naza feat. Ninho)                                                                  | 2018 | 76          | —           | —           |                           | C'est la loi                        |
| Bucci Night (Yaro feat. Ninho)                                                             | 2018 | 4           | 45          | 66          | - FRA: Oro                | À zéro                              |
| Midi dans le ghetto (4Keus Gang feat. Ninho)                                               | 2018 | 18          | —           | —           | - FRA: Oro                | L'histoire d'un gang                |
| Air Max (Rim'K feat. Ninho)                                                                | 2018 | 1           | 7           | 13          | - FRA: Diamante           | Mutant                              |
| Ma 6té a craqué (Kpoint feat. Ninho)                                                       | 2018 | 3           | 19          | 56          | - FRA: Diamante           | Temps additionnel                   |
| Entre les murs (Da Uzi feat. Ninho)                                                        | 2018 | 9           | 33          | —           | - FRA: Oro                | Mexico                              |
| Sheitana (Hornet La Frappe feat. Ninho)                                                    | 2018 | 7           | 30          | 71          | - FRA: Platino            | Dans les yeux                       |
| Prêt à partir (SCH feat. Ninho)                                                            | 2018 | 3           | 24          | 63          | - FRA: Oro                | JVLIVS                              |
| Mauvais (GLK feat. Ninho)                                                                  | 2018 | 5           | 35          | —           | - FRA: Oro                | Un jour ou l’autre                  |
| Billets (Capo Plaza feat. Ninho)                                                           | 2018 | 10          | —           | —           | - FRA: Oro - ITA: Platino | 20                                  |
| Et je deviens fou (Jul feat. Ninho)                                                        | 2018 | 70          | —           | —           |                           | La Zone en personne                 |
| Papers (Zola feat. Ninho)                                                                  | 2019 | 3           | 21          | 54          | - FRA: Diamante           | Cicatrices                          |
| Quotidien (Koba LaD feat. Ninho)                                                           | 2019 | 7           | 13          | 105         | - FRA: Oro                | L'Affranchi                         |
| À découvert (Hiro feat. Ninho)                                                             | 2019 | 12          | 32          | 89          | - FRA: Oro                | Erratum                             |
| C'est elle (Alonzo feat. Ninho)                                                            | 2019 | 11          | 88          | —           | - FRA: Oro                | Stone                               |
| Elle est bonne sa mère (Vegedream feat. Ninho)                                             | 2019 | 2           | 23          | 50          | - FRA: Diamante           | Ategban                             |
| Gaine'D (Kingzer feat. Leto & Ninho)                                                       | 2019 | 70          | —           | —           |                           | aucun                               |
| Tel me (Jul feat. Ninho)                                                                   | 2019 | 2           | 8           | 18          | - FRA: Platino            | Rien 100 rien                       |
| Kim Jong-il (Niro & Ninho)                                                                 | 2019 | 24          | —           | —           |                           | Game Over 2                         |
| Ma Guapa (Hös Copperfield feat. Ninho)                                                     | 2019 | 96          | —           | —           | - FRA: Oro                | aucun                               |
| Tes parents (Leto feat. Ninho)                                                             | 2019 | 8           | 27          | —           | - FRA: Platino            | Trap$tar 2                          |
| Méchant (Niska feat. Ninho)                                                                | 2019 | 1           | 7           | 15          | - FRA: Platino            | Mr Sal                              |
| Mauvais côté (Amy feat. Ninho)                                                             | 2019 | 108         | —           | —           |                           | Ne le dites pas à ma mère           |
| Musica (Soprano feat. Ninho)                                                               | 2019 | 79          | 45          | —           | - FRA: Oro                | Phœnix                              |
| B.L.H (Gradur feat. Ninho)                                                                 | 2019 | 6           | 64          | 102         |                           | Zone 59                             |
| Mayday (SCH feat. Ninho)                                                                   | 2019 | 3           | 30          | 42          | - FRA: Diamante           | Rooftop                             |
| Distant (Maes feat. Ninho)                                                                 | 2019 | 3           | 5           | 32          | - FRA: Diamante           | Les derniers salopards              |
| Mec de cité (Yaro feat. Ninho & PLK)                                                       | 2020 | 20          | —           | —           | - FRA: Oro                | La spé                              |
| 6.3 (Naps feat. Ninho)                                                                     | 2020 | 1           | 5           | 15          | - FRA: Diamante           | Carré VIP                           |
| Pirate (con Hös Copperfield)                                                               | 2020 | 17          | —           | —           | - FRA: Oro                | Bande originale de la série Validé  |
| Crois-moi (Da Uzi feat. Ninho)                                                             | 2020 | 3           | —           | —           | - FRA: Oro                | Architecte                          |
| Double binks (Leto feat. Ninho e Zed)                                                      | 2020 | —           | —           | —           |                           | Virus : avant l’album               |
| Grand bain (Dadju feat. Ninho)                                                             | 2020 | 1           | 14          | 53          | - FRA: Diamante           | Poison ou Antidote                  |
| Moto (Mac Tyer feat. Ninho)                                                                | 2020 | 7           | —           | —           | - FRA: Platino            | Noir                                |
| Dios mio (Yaro feat. Ninho)                                                                | 2020 | 106         | —           | —           |                           | La spé                              |
| Macaroni (Leto feat. Ninho)                                                                | 2020 | 2           | 40          | 36          | - FRA: Diamante           | 100 Visages                         |
| Dadinho (Lacrim feat. Ninho)                                                               | 2020 | 4           | —           | 98          |                           | R.I.P.R.O Volume IV                 |
| Encore (Koba LaD feat. Ninho)                                                              | 2020 | 4           | —           | 62          |                           | Détail                              |
| Je fais ma vie (KeBlack feat. Ninho)                                                       | 2020 | 72          | —           | —           |                           | Je fais ma vie                      |
| Enfants terribles (Landy feat. Ninho)                                                      | 2020 | 5           | —           | —           |                           | A-One                               |
| Likolo (Fally Ipupa feat. Ninho)                                                           | 2020 | 162         | —           | —           |                           | Tokooos II                          |
| Vie de Star (Leto feat. Ninho)                                                             | 2021 | —           | —           | —           | - FRA: Platino            |                                     |
| Champion (Serge Ibaka feat. Ninho)                                                         | 2021 | —           | —           | —           |                           |                                     |
| Kimono (Sadek feat. SCH & Ninho)                                                           | 2021 | —           | —           | —           | - FRA: Oro                | Aimons-nous vivants                 |
| Elle m'a dit (Dj Quick feat. Ninho & Hamza)                                                | 2021 | —           | —           | —           | - FRA: Oro                | Mal Luné                            |
| Mendosa (Dadinho feat. Ninho)                                                              | 2021 | —           | —           | —           |                           |                                     |
| Gasolina (Hornet La Frappe feat. Ninho)                                                    | 2021 | —           | —           | —           |                           |                                     |
| Millions (No Limit, Orelsan, Ninho)                                                        | 2021 | —           | —           | —           |                           |                                     |
| Hercule (Koffi Olomidé feat. Ninho)                                                        | 2021 | —           | —           | —           |                           |                                     |
| La Calle (Gianni feat. Ninho)                                                              | 2021 | —           | —           | —           |                           |                                     |
| N.I (Niska feat. Ninho)                                                                    | 2021 | —           | —           | —           | - FRA: Diamante           | Le monde est méchant                |
| Mauvais 2X (Gazo feat. Ninho)                                                              | 2021 | —           | —           | —           | - FRA: Diamante           | KMT                                 |
| Suis-moi (Ronisia feat. Ninho)                                                             | 2022 | —           | —           | —           |                           | Ronisia                             |
| Jules César (Kaneki feat. Ninho)                                                           | 2022 | —           | —           | —           |                           | Ce que je vis                       |
| 11h (Lamatrix feat. Ninho)                                                                 | 2022 | —           | —           | —           |                           | Rookie                              |
| Dernier Étage (Yaro feat. Ninho)                                                           | 2022 | —           | —           | —           | - FRA: Oro                | Tout droit                          |
| Kongolais Mauvais (Da Uzi feat. Ninho)                                                     | 2022 | —           | —           | —           |                           | Le chemin des braves                |
| Tout va bien (Alonzo feat. Ninho e Naps)                                                   | 2022 | 1           | 3           | 4           | - FRA: Diamante           | Quartiers Nord                      |
| C'est carré le S (Naps feat. Ninho e Gazo)                                                 | 2023 | —           | —           | —           | - FRA: Oro                | En temps réel                       |
| Jolie (Gaulois feat. Ninho)                                                                | 2023 |             |             |             | - FRA: Diamante           | La Gaule, Vol.1                     |
| Cités de France (Heuss l'Enfoiré feat. Ninho e Zeg-P)                                      | 2023 | —           | —           | —           |                           | Chef d'orchestre                    |